# Sam Schreck
Sam Francis Schreck (Pinneberg, 29 de enero de 1999) es un futbolista alemán que juega como centrocampista en el Arminia Bielefeld de la 2. Bundesliga de Alemania.

## Trayectoria
Schreck hizo su debut profesional para el Bayer Leverkusen en la Liga Europa de la UEFA el 29 de noviembre de 2018, jugando de titular contra el club búlgaro Ludogorets Razgrad antes de ser sustituido en el minuto 73 por Kai Havertz. El partido en casa terminó como un empate de 1 a 1.

## Selección nacional
Schreck comenzó su carrera internacional juvenil con la selección sub-16 de Alemania, apareciendo por primera vez el 12 de septiembre de 2014 contra Bélgica. Fue incluido en la selección de Alemania para el Campeonato Europeo Sub-17 de la UEFA 2016 en Azerbaiyán. El equipo logró llegar a las semifinales, antes de perder 1 a 2 ante España.

## Estadísticas

### Clubes
- Actualizado hasta el 16 de septiembre de 2019.

| Club                           | Div. | Temporada | Liga  | Liga  | Liga   | Copas nacionales(1) | Copas nacionales(1) | Copas nacionales(1) | Torneos internacionales(2) | Torneos internacionales(2) | Torneos internacionales(2) | Total(3) | Total(3) | Total(3) | Media goleadora |
| Club                           | Div. | Temporada | Part. | Goles | Asist. | Part.               | Goles               | Asist.              | Part.                      | Goles                      | Asist.                     | Part.    | Goles    | Asist.   | Media goleadora |
| ------------------------------ | ---- | --------- | ----- | ----- | ------ | ------------------- | ------------------- | ------------------- | -------------------------- | -------------------------- | -------------------------- | -------- | -------- | -------- | --------------- |
| Bayer 04 Leverkusen · Alemania | 1.ª  | 2018-19   | 0     | 0     | 0      | —                   | —                   | —                   | 2                          | 0                          | 0                          | 2        | 0        | 0        | 0               |
| F. C. Groningen · Países Bajos | 1.ª  | 2019-20   | 4     | 0     | 0      | —                   | —                   | —                   | 0                          | 0                          | 0                          | 4        | 0        | 0        | 0               |